# インフィニティ・オン・ハイ
『インフィニティ・オン・ハイ - 星月夜』(いんふぃにてぃ・おん・はい、原題：Infinity on High)は、フォール・アウト・ボーイの3作目のアルバム。ニール・アヴロンとベイビーフェイス（4、7曲目）がプロデュースに携わった。そのほか、ブッチ・ウォーカー（後にバンド5作目のプロデュースに携わる）も制作に参加している。なお、本作アルバム名はゴッホが1888年に弟のテオに宛てた手紙からの引用である。本作でバンド初の全米チャート1位を獲得。

## 収録曲
全作詞：ピート・ウェンツ、全作曲：フォール・アウト・ボーイ
1. スリラー - Thriller
2. ザ・テイク・オーヴァー、ザ・ブレイクス・オーヴァー - "The Take Over, The Breaks Over"
  - 3rdシングル。2007年7月2日リリース。
3. アームズ・レース 〜フォール・アウト・ボーイの頂上作戦 - This Ain't a Scene, It's an Arms Race
  - 1stシングル。2007年1月16日リリース。
4. アイム・ライク・ア・ロイヤー 〜ボクとキミの密月 - I'm Like a Lawyer with the Way I'm Always Trying to Get You Off (Me & You)
  - 4thシングル。2007年9月11日リリース。
5. ハム・ハレルヤ - Hum Hallelujah
6. ゴールデン - Golden
7. サンクス・フォー・ザ・メモリーズ - Thnks fr th Mmrs
  - 2ndシングル。2007年4月9日リリース。
8. ドント・ユー・ノウ・フー・アイ・シンク・アイ・アム? - Don't You Know Who I Think I Am?
9. ザ・ライフ・オブ・ザ・パーティー 〜パーティーも人生も紙一重 - The (After) Life of the Party
10. カーパル・トンネル症候群 - The Carpal Tunnel of Love
  - 原題は手根管症候群より。後半でピートがデスヴォイスを使用して歌っている。
11. バング・ザ・ドルドラムス - Bang the Doldrums
12. フェイム < インファミィ - Fame < Infamy
13. ユア・クラッシング、バット・ユア・ノー・ウェイブ - You're Crashing, But You're No Wave
14. 耳鳴りと手触り - I've Got All This Ringing in My Ears and None on My Fingers
15. G.I.N.A.S.F.S. - G.I.N.A.S.F.S.
16. イッツ・ハード・トゥ・セイ・"アイ・ドゥ"、ウェン・アイ・ドント - It's Hard to Say "I do", When I Don't.

- 1曲目「Thriller」のイントロとアウトロでジェイ・Zがゲストでナビゲートしている。
- 2曲目「"The Take Over, The Breaks Over"」のギターソロに元パニック!アット・ザ・ディスコのライアン・ロスとニュー・ファウンド・グローリーのチャド・ギルバートが参加している。
- 10曲目「The Carpal Tunnel of Love」にはプロモーション・ビデオが制作されており、アニメ『Happy Tree Friends』とのコラボレーションである。バンドメンバーも同作品のようなデザインで登場し、同作品のように凄惨な目に遭っている。
- 15曲目と16曲目は日本盤のボーナス・トラック。